# デルマー競馬場
デルマー競馬場（デルマーけいばじょう、Del Mar Racetrack）は、アメリカ合衆国カリフォルニア州デルマーに位置する競馬場である。リゾート地として夏場に賑わいを見せる競馬場のひとつで、太平洋に程近い立地にあることから"Where The Turf Meets The Surf."という宣伝文句を掲げている。

## 歴史
デルマー競馬場は1937年7月3日に開設された競馬場で、建造に協力したビング・クロスビー、パット・オブライエン、ジミー・デュランテらの競馬と関わりある俳優、シービスケットの馬主としても有名な実業家チャールズ・スチュワート・ハワードなどといった著名人が取締役に就任している。クロスビーはオープン時に入場門で出迎えるというファンサービスも行っている。
1938年8月12日、ハワード所有のシービスケットと、クロスビー所有のリガロッティとの賞金額25,000ドルのマッチレース（ダート9ハロン）が開催され、ハナ差を制してシービスケットが勝利した。当時の高い競馬人気も手伝い、このレースはNBCラジオによる初の全国規模の競馬中継となっている。
1942年から1944年の間は第二次世界大戦の影響で閉鎖されている。
1946年、ビングクロスビーハンデキャップが創設される。同年、アッチソン・トピカ・アンド・サンタフェ鉄道がロサンゼルスからデルマーに延伸され、見物客や競走馬を運ぶようになり、1950年代には「西のサラトガ」とも呼ばれるまでに発展。その後も西海岸夏期の競走を行う場として定着した。
1990年代に、デルマーフェアグラウンド特別観覧席をはじめとした場内の大改装を実施する。また、1991年から1,000,000ドルという巨額の賞金額を用意してパシフィッククラシックステークスを創設した。
2017年・2021年・2024年・2025年（予定）にはブリーダーズカップが開催されている。

## コース
楕円形の左回りコース。直線約280メートル。2007年より、メイントラックの馬場素材がダートからオールウェザー（エコトラック）に変更された。
2014年2月、2015年にオールウェザー馬場を廃止してダート馬場に戻すことを発表した。
- ダートコース（外周）

1周1マイル(8ハロン、約1609メートル)
- 芝コース（内周）

1周7ハロン(約1408メートル)

## 主な競走
- ビングクロスビーステークス
- デルマーデビュータントステークス
- デルマーフューチュリティ
- デルマーオークス
- エディーリードステークス
- ジョン・C・マビーハンデキャップ
- パシフィッククラシックステークス
- クレメント・L・ハーシュハンデキャップ
- パットオブライエンハンデキャップ
- ハリウッドダービー[4]
- メートリアークステークス[4]
- シービスケットハンデキャップ[4]
- ハリウッドターフカップステークス[4]